# دنغاه
دنغاه هي قرية في مقاطعة ورزقان، إيران. عدد سكان هذه القرية هو 23 في سنة 2006.